# Ba Saw Phyu
W tym birmańskim imieniu Ba Saw jest zwrotem grzecznościowym
Ba Saw Phyu (birm. ဘစောဖြူ, wymowa birmańska: /ba̰ sɔ́ pʰjù/, wymowa arakańska: /ba̰ sɔ́ pʰɹù/; znany też pod imieniem Kalima Shah; 1430–1482) – król Arakanu w latach 1459–1482.
W 1459 r. podbił on Ćottogram, a w 1481 r. stłumił rebelię, która tam wybuchła. Nawiązał kontakty religijne ze Sri Lanką i wzniósł świątynię Mahabodhi Shwegu. Chociaż był kochany przez swych poddanych ze względu na oświeconą formę rządów, jakie wprowadził, został zamordowany przez służącego swego najstarszego syna, Dawlyi.

## Wczesne lata życia
Ba Saw Phyu był synem księcia Khayi i księżniczki Saw Pa-Ba (brim. စောပဘာ), którzy oboje należeli do rodziny królewskiej w Launggyet na początku lat 30. XV w. Książę Phyu miał młodszego brat, Ba Saw Nyo, oraz kilku braci przyrodnich. Chociaż miał też starszego brata przyrodniego, pierwszego syna Min Khaya z żony pochodzącej z ludu, głównym rywalem Phyu w drodze na tron był Min Swe, przyrodni brat, którego matka Saw Pyinsa także należała do rodziny królewskiej w Launggyet i byłą cioteczną siostrą Saw Pa-Ba. Według arakańskich kronik, młody książę miał atletyczną budowę ciała i był świetnym łucznikiem oraz strzelcem wyborowym. Poślubił on Saw Nandi oraz Saw Htin. Miał syna, Dawlyę, z Saw Nandi oraz dwóch synów, Gamaniego i Narapati Sekkyę, z Saw Htin. Miał też co najmniej dwie córki.
W 1458 r. Phyu został wybrany przez króla na następcę tronu. Min Swe, wówczas gubernator Launggyet, zbuntował się i w listopadzie 1458 r. nadciągnął na czele armii wspartej przez szańskie państwo Kalay. Jednak siły Mrauk U z łatwością odparły atak otwierając przed Ba Saw Phyu drogę do władzy, jako dla niekwestionowanego następcy tronu.

## Panowanie
Wkrótce po stłumieniu buntu Min Swe umarł król Khayi i Phyu objął po nim tron w wieku 29 lat. Nowy król okazał się władcą ambitnym. W pierwszym roku rządów wykorzystał zamęt panujący na dworze sułtana Rukunuddin Barbak Shaha i zdobył Ćottogram. (Należy zauważyć, iż kroniki arakańskie twierdzą, że Ćottogram został podbity dziewięć lat wcześniej, w roku 1450, przez króla Khayi) Podbój Ćottagramu wskazywał tyleż na wzrost siły Arakanu, co na słabość Bengalu. Po udanym podboju Ba Saw Phyu wyemitował monetę z sześcioma kalimami zapisanymi pismem perskim jako „oznakę suwerennej władzy” nad Ćottogramem.
Większość jego panowania przebiegła w pokoju, chociaż od czasu do czasu wybuchały bunty. W 1461 r. rewoltę wzniecił władca Tanlwe. 23 maja 1476 r. (czwartek, 1. dzień Przybywania Księżyca miesiąca Waso 838 ME) bunt podniósł lud Thet. Obydwie rebelie zostały łatwo stłumione, jednak do poważniejszych wydarzeń doszło w 1481 r., kiedy zbuntował się Ćottagram. W grudniu 1481 r. (miesiąc Natdaw 843 ME), król wyruszył do Ćottogramu. Miasto zostało zdobyte dopiero po kilku dniach zażartej walki. Kilkakrotnie przechodziło ono z rąk do rąk, ale ostatecznie przewagę zyskały siły arakańskie. Kroniki donoszą, że Ba Saw Phyu ścigał buntowników daleko w głąb Bengalu.
W 1463 r. król założył miasto nazwane Pyin-htaung. W 1471 r. poszerzył granice Myauk U oraz nakazał wykopanie nowych fos i kanałów. Dla celów religijnych wzniósł świątynię Mahabodhi Shwegu na wzgórzu znajdującym się na północny zachód od pałacu. Ośmiokątny plan świątyni przypisywany jest wpływowi architektury Lemro. Nawiązał on też kontakty religijne ze Sri Lanką, z której otrzymał w darze Tipitakę – święte teksty buddyzmu therawady.

## Śmierć
Chociaż był „wychwalany przez swych rodaków” za swoje oświecone rządy, 5 sierpnia 1482 r. król został zamordowany przez służącego najstarszego syna, Dawlyi. Dawlya był niezadowolony z najnowszej decyzji króla, który wyznaczył następcą tronu jego młodszego przyrodniego brata Gamaniego. Zamordowany król miał 52 lata. Jego miejsce na tronie zajął ojcobójca – Dawlya.